# 兴洛湖站
兴洛湖站是洛阳轨道交通2号线的地铁车站，位于中华人民共和国河南省洛阳市洛龙区关林路与兴洛西街交叉口，于2021年12月26日开通。

## 车站结构
兴洛湖站位于关林路与兴洛西街交叉口，沿兴洛西街南北向敷设，车站全长197米，为地下二层岛式站台车站，车站地下一层为站厅层，地下二层为站台层，站台设置全高站台门。
| 地面              | 出入口 | A、B、C、D出入口                                                                                              |
| 地下一层          | 站厅   | 客服中心、自动售票机、验票机                                                                                  |
| 地下二层          | 站台   | \| \| \| █ 2号线往二乔路（开元湖） \| \| 島式 · 開左邊车门 \| \| \| \| \| \| █ 2号线往八里堂（龙门高铁站） \| |
|                   |        | █ 2号线往二乔路（开元湖）                                                                                     |
| 島式 · 開左邊车门 |        | |
|                   |        | █ 2号线往八里堂（龙门高铁站）                                                                                 |

## 出入口
本站共设4个出入口，各出口及周围设施如下所示：
| 出口编号            | 照片 | 地点                         | 可到达目的地 |
| ------------------- | ---- | ---------------------------- | ------------ |
| A · 出口            |      | 兴洛西街（东），关林路（南） | 兴洛湖公园   |
| B · 出口            |      | 兴洛西街（西），关林路（南） | 建业龙城北区 |
| C · 出口            |      | 兴洛西街（西），关林路（北） | 紫荆花苑     |
| D · 出口 · （设有） |      | 兴洛西街（东），关林路（北） | 兴洛湖公园   |
| 图例： 设有         |      |                              |              |

## 接驳交通

### 公交车
- 关林路兴洛东街口西：38路、65路
- 兴洛西街关林路口南：28路

## 历史
车站建设时期工程名为关林大道站，2021年4月，经公示确定以兴洛湖站作为车站正式名称。
- 2019年5月10日，车站主体结构封顶[3]。
- 2021年12月26日，车站随2号线的开通而启用[1]。